# Groznyj (1904)
Groznyj (ros. Грозный) – rosyjski niszczyciel z początku XX wieku, jedna z 22 zbudowanych jednostek typu Bojkij. Okręt został zwodowany 6 lipca?/19 lipca 1904 roku w krajowej stoczni Zakłady Newskie w Petersburgu, a do służby w Marynarce Wojennej Imperium Rosyjskiego został wcielony jesienią 1904 roku, z przydziałem do Floty Bałtyckiej. Podczas wojny rosyjsko-japońskiej okręt został przerzucony na Daleki Wschód i wziął udział w bitwie pod Cuszimą. W czasie I wojny światowej służył na Dalekim Wschodzie. Podczas wojny domowej został przejęty przez Japończyków, a następnie złomowany w 1923 roku.

## Projekt i budowa
Okręt był jednym z 22 niszczycieli typu Bojkij zbudowanych w krajowych stoczniach, będących ulepszoną i powiększoną wersją zaprojektowanych w brytyjskiej stoczni Yarrow jednostek typu Sokoł . Zbudowany został w Zakładach Newskich w Petersburgu . Stępkę jednostki położono w czerwcu 1903 roku , a zwodowana została 6 lipca?/19 lipca 1904 roku .

## Dane taktyczno-techniczne
„Groznyj” był niewielkim, czterokominowym niszczycielem . Długość całkowita wynosiła 64 metry, szerokość 6,4 metra i maksymalne zanurzenie 2,59 metra. Wyporność jednostki wynosiła 350 ton. Okręt napędzany był przez dwie pionowe maszyny parowe potrójnego rozprężania o łącznej mocy 5700 KM, do której parę dostarczały cztery kotły Yarrow . Dwuśrubowy układ napędowy pozwalał osiągnąć prędkość 26 węzłów . Okręt mógł zabrać zapas węgla o maksymalnej masie 80 ton, co zapewniało zasięg wynoszący 1200 Mm przy prędkości 12 węzłów .
Uzbrojenie artyleryjskie okrętu stanowiły: umieszczone na nadbudówce dziobowej pojedyncze działo kalibru 75 mm Canet L/48 oraz pięć pojedynczych dział trzyfuntowych kalibru 47 mm Hotchkiss M1885 L/40 . Jednostka wyposażona była w jedną dziobową stałą i dwie pojedyncze obracalne pokładowe wyrzutnie torped kalibru 381 mm, z łącznym zapasem sześciu torped . Ponadto okręt mógł zabrać na pokład 12–18 min .
Załoga okrętu liczyła 62–69 oficerów, podoficerów i marynarzy .

## Służba

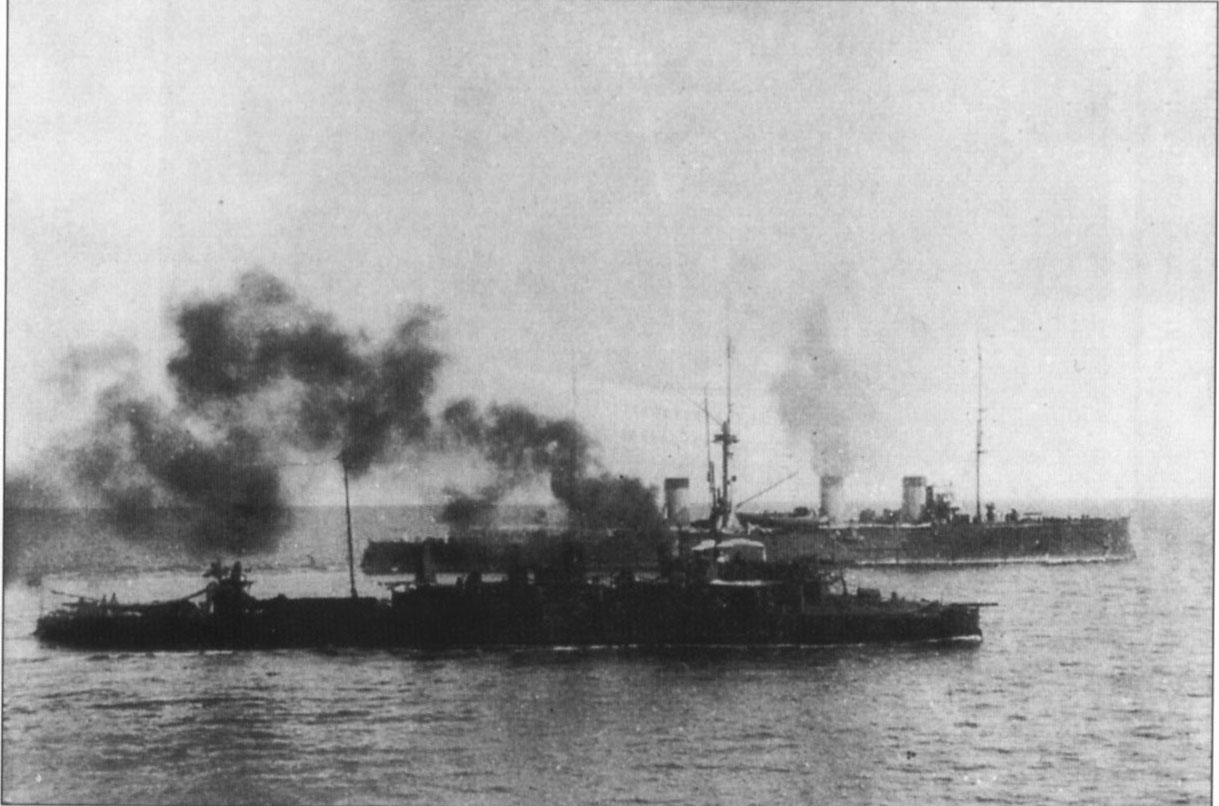
„Groznyj” i Izumrud (1903) w 1904 roku

„Groznyj” został wcielony do służby w Marynarce Wojennej Imperium Rosyjskiego jesienią 1904 roku . Jednostka weszła w skład Floty Bałtyckiej.
17 kwietnia?/30 kwietnia 1904 roku rozpoczęto formowanie zespołu okrętów przeznaczonego do wysłania na Daleki Wschód, który otrzymał nazwę II Eskadry Oceanu Spokojnego (jego dowódcą został mianowany kadm. Zinowij Rożestwienski). Mimo różnicy zdań odnośnie celowości wysłania większości okrętów Floty Bałtyckiej w tak daleki rejs, 2 października?/15 października port w Libawie opuściło 28 jednostek – siedem pancerników, sześć krążowników (dwa pancerne i cztery pancernopokładowe), osiem niszczycieli i siedem okrętów pomocniczych. Na kilku okrętach (w tym na „Groznym”) trwały jeszcze prace wyposażeniowe lub remontowe, więc nie mogły one wyjść w rejs w październiku wraz z siłami głównymi. Ostatecznie dowodzony przez kmdra Leonida Dobrotworskiego zespół opuścił Libawę 3 listopada?/16 listopada w składzie: krążowniki „Oleg” i „Izumrud”, niszczyciele „Groznyj”, „Gromkij”, „Prozorliwyj”, „Pronzitielnyj” i „Riezwyj”, krążowniki pomocnicze „Rion” i „Dniepr” oraz transportowiec „Okiean”. 5 listopada?/18 listopada przechodząc przez Wielki Bełt w rejonie Flakkebjerg „Dniepr”, „Oleg” i „Prozorliwyj” weszły na mielizny, a ten ostatni z powodu uszkodzenia kadłuba i śrub musiał udać się na remont do Frederikshavn. Następnym portem docelowym był Tanger, lecz z powodu sztormowej pogody kolejne jednostki zostały uszkodzone i musiały być remontowane zarówno w Cherbourgu (Dniepr” i „Prozorliwyj”), jak i Breście („Pronzitielnyj”). Ostatecznie do Tangeru zespół Dobrotworskiego dotarł rozproszony w dniach 19 listopada?/2 grudnia – 21 listopada?/4 grudnia (i to bez „Pronzitielnego”, który dogonił resztę okrętów dopiero w Algierze). Następnie okręty udały się do Zatoki Suda, lecz już bez odesłanego do Libawy „Okieana” oraz uszkodzonych podczas rejsu niszczycieli „Prozorliwyj” i „Pronzitielnyj”, które skierowano do remontu w Algierze (23 listopada?/6 grudnia na remont udały się do Malagi również „Oleg” i „Izumrud”). Postój w Zatoce Suda, wykorzystany na uzupełnienie zapasów, bunkrowanie węgla oraz doraźne naprawy trwał aż do 26 grudnia 1904?/8 stycznia 1905 roku, kiedy to cztery krążowniki i trzy niszczyciele udały się w stronę Kanału Sueskiego, pokonując go w dniach 29 grudnia?/11 stycznia – 30 grudnia?/12 stycznia (podczas przejścia „Riezwyj” zderzył się z promem i musiał pozostać w Suezie na remont). 5 stycznia?/18 stycznia okręty dotarły do Dżibuti, gdzie pozostały do 20 stycznia?/2 lutego, przeprowadzając doraźne naprawy i oczekując na przybycie „Riezwego”. Ostatecznie Dobrotworski zdecydował się nie zabierać w dalszy rejs „Riezwego”, odsyłając go z powrotem na Morze Śródziemne (po wejściu na mieliznę koło Suezu dotarł ostatecznie 2 lutego?/15 lutego do Pireusu, gdzie dopłynęły z Algieru „Prozorliwyj” i „Pronzitielnyj”; wszystkie trzy powróciły następnie na Bałtyk).
Na początku lutego okręty Dobrotworskiego opuściły Dżibuti i skierowały się w kierunku wyspy Nossi-bé (zawijając 28 stycznia?/10 lutego do Dar es Salaam), dołączając 1 lutego?/14 lutego do sił głównych II Eskadry. Stacjonując na redzie Nossi-bé załogi okrętów przeprowadzały co jakiś czas ćwiczenia w strzelaniu i manewrowaniu, uzupełniały zapasy paliwa i żywności, a także przeprowadzały konserwację i czyszczenie podwodnych części kadłubów. W dalszy rejs Eskadra wyszła dopiero 3 marca?/16 marca, obierając kurs na Cieśninę Malakka, wielokrotnie bunkrując węgiel na pełnym oceanie i docierając do jej wejścia 23 marca?/5 kwietnia. Podczas rejsu przez Ocean Indyjski na niszczycielach występowały liczne awarie maszyn i mechanizmów, które spowodowały konieczność wzięcia ich na hol przez transportowce. 26 marca?/8 kwietnia okręty rosyjskie minęły Singapur i dotarły 1 kwietnia?/14 kwietnia do Zatoki Cam Ranh. Stamtąd, po przeprowadzeniu wielu ćwiczeń oraz uzupełnieniu zapasów węgla i pożywienia na pokładach okrętów, między 9 kwietnia?/22 kwietnia a 13 kwietnia?/26 kwietnia Eskadra przepłynęła do Zatoki Wan Fong, gdzie dalej odbywały się ćwiczenia i zaopatrywanie jednostek. 26 kwietnia?/9 maja do Zatoki Wan Fong dopłynęła III Eskadra Oceanu Spokojnego pod dowództwem kadm. Nikołaja Niebogatowa, łącząc się z siłami Rożestwienskiego. 1 maja?/14 maja rosyjskie okręty wyruszyły w stronę Tajwanu, początkowo z niszczycielami na holu, jednak od 5 maja?/18 maja z powodu możliwego kontaktu z siłami japońskimi niszczyciele rozpoczęły rejs o własnych siłach, oznaczone na kominach zmieniającymi się co dobę znakami rozpoznawczymi.

### Bitwa pod Cuszimą
12 maja?/25 maja składająca się z 38 okrętów Eskadra skierowała się w stronę Cieśniny Koreańskiej. „Groznyj” wchodził w skład 2. dywizjonu niszczycieli (wraz z „Bodrym”, „Biezupriecznym”, „Blestiaszczim” i „Gromkim”), płynąc po prawej stronie krążowników kadm. Enkwista. Według wydanego przez Rożestwienskiego jeszcze 26 kwietnia?/9 maja rozkazu nr 244, niszczyciele w nadchodzącym starciu miały pełnić funkcję ratowniczą wobec pancerników, gotowe do przyjęcia na swe pokłady ich dowódców i sztaby w obliczu uszkodzeń odniesionych podczas wymiany ognia artyleryjskiego z siłami głównymi przeciwnika. Rosyjskie okręty zostały wykryte przez Japończyków rankiem 14 maja?/27 maja, którzy rozpoczęli przygotowania do bitwy. Około 10:00 główne siły Eskadry przyjęły szyk torowy, a krążowniki i niszczyciele miały osłaniać je przed spodziewanymi atakami torpedowców i niszczycieli wroga. Około godziny 13:00 rosyjskie siły główne przyjęły z powrotem szyk dwukolumnowy, a niszczyciele 2. dywizjonu zostały skierowane wraz z dwoma zespołami krążowników do osłony transportowców, które poruszały się z tyłu lewej kolumny sił głównych. O 13:30 Rożestwienski nakazał zwrot w lewo i ponowne uformowanie sił głównych w jedną kolumnę, a osłaniane przez krążowniki i niszczyciele 2. dywizjonu transportowce przeszły na prawą stronę zespołu pancerników. Na przedzie kolumny transportowców płynęły krążowniki „Oleg” i „Aurora”, po jej lewej stronie „Dmitrij Donskoj” z niszczycielami „Groznyj”, „Blestiaszczij”, „Bodryj”, „Biezupriecznyj” i „Gromkij”, po prawej „Władimir Monomach”, a szyk zamykały „Swietłana”, „Ałmaz” i krążownik pomocniczy „Urał”. Około 14:00 zespół transportowców został zaatakowany przez japońskie siły lekkie: 4 zespół bojowy wadm. Uryū, 3 zespół wadm. Dewy, 5 zespół kadm. Taketomiego i 6 zespół kadm. Tōgō, liczące łącznie jeden pancernik i 15 krążowników. Podczas walki niszczyciele płynęły w bezpośredniej ochronie transportowców, a krążowniki usiłowały odciągnąć wrogie okręty od ochranianych jednostek.
Po zakończeniu dziennego boju rosyjska eskadra wykonała zwrot na południowy zachód, chcąc uniknąć japońskich nocnych ataków torpedowych. W nocy okręty Eskadry zostały rozproszone – okręt flagowy kadm. Enkwista „Oleg” przyspieszył do prędkości 18 węzłów i pociągnął za sobą pozostałe krążowniki i niszczyciele, które opuściły siły główne; większość okrętów nie mogła jednak utrzymać tej prędkości i zaczęły one w różnych miejscach zawracać (w tym „Groznyj”), przez co jednak nie zdążyły dotrzeć do sił głównych kadm. Niebogatowa przed atakiem japońskich niszczycieli i torpedowców. Gdy okręty te zbliżyły się do sił głównych, „Groznyj”, „Gromkij” i „Biedowyj” zostały w ciemnościach wzięte za wrogie i ostrzelane przez krążownik „Władimir Monomach”. W trakcie japońskiego ataku część uszkodzonych okrętów nie była w stanie utrzymać prędkości 13 węzłów, jaką rozkazał rozwinąć Niebogatow i zaczęły zostawać w tyle (pancerniki „Sisoj Wielikij”, „Admirał Uszakow” i „Nawarin”, krążowniki „Dmitrij Donskoj” i „Swietłana” oraz niszczyciele „Groznyj”, „Biedowyj”, „Bystryj” i „Bujnyj”), oświetlając reflektorami morze w poszukiwaniu atakujących Japończyków. Około 22:30 rosyjskie okręty wyłączyły reflektory, których użycie zamiast pozytywnych dla zespołu efektów przyciągały tylko atakujące niszczyciele i torpedowce przeciwnika; w rezultacie uszkodzone jednostki zmierzały nadal w stronę Władywostoku (w tym „Dmitrij Donskoj” razem z „Groznym” i „Biedowym”). Nad ranem 15 maja?/28 maja stan techniczny zmierzającego samotnie w kierunku Władywostoku „Bujnyja” znacznie się pogorszył i groził zatonięciem, więc jego dowódca nadał przez radio wiadomość o konieczności przeokrętowania rannego Rożestwieńskiego. Sygnał odebrał „Biedowyj”, który nadal płynął razem z „Groznym” i krążownikiem „Dmitrij Donskoj”; okręty zastopowały w oczekiwaniu na „Bujnyja” i po jego dotarciu przetransportowano na pokład „Biedowego” rannego wiceadmirała oraz większość rozbitków z „Oslabii”. Następnie „Groznyj” wraz z „Biedowym” popłynęły pełną prędkością w stronę Władywostoku, a „Dmitrij Donskoj” pozostał przy ciężko uszkodzonym „Bujnym”. „Groznyj” i „Biedowyj” skierowały się w kierunku wyspy Dagelet, z prędkością zmniejszoną do 12 węzłów ze względu na konieczność oszczędzania węgla. Około 15:10 rosyjskie okręty zostały dostrzeżone przez japońskie niszczyciele „Kagerō” i „Sazanami”, które po doścignięciu poruszających się z niezmienioną prędkością jednostek około 16:30 z odległości 4000–5000 metrów otworzyły ogień. Dowodzony przez kmdra por. Konstantego Andrzejewskiego „Groznyj” odpowiedział ogniem i oderwał się od ścigającego go „Kagerō” rozwijając prędkość 23 węzły, a dowódca „Biedowyja” za zgodą rannego Rożestwieńskiego wywiesił zastopował i poddał okręt. 16 maja?/29 maja na okręcie zabrakło węgla, więc do kotłów wrzucono wszystko, co nadawało się do palenia i wieczorem niszczyciel dotarł do wyspy Askold w Zatoce Piotra Wielkiego. Po wezwaniu pomocy i uzupełnieniu zapasu węgla, 17 maja?/30 maja „Groznyj” wpłynął do portu we Władywostoku.

### Dalsza służba
W 1913 roku dokonano modernizacji uzbrojenia jednostki: zdemontowano wszystkie wyrzutnie torped kalibru 381 mm i wszystkie działka kalibru 47 mm, instalując w zamian dwie pojedyncze wyrzutnie torped kalibru 450 mm oraz drugą armatę kalibru 75 mm Canet i sześć pojedynczych karabinów maszynowych kalibru 7,62 mm . Podczas I wojny światowej bazował we Władywostoku. Podczas wojny domowej okręt został 30 czerwca 1918 roku zdobyty we Władywostoku przez Japończyków, a następnie zdewastowany przez wycofujących się Białych w 1922 roku . Przejęty przez Armię Czerwoną niszczyciel nie został nigdy naprawiony i złomowano go w 1923 roku .